# Deutsche Freie-Partie-Meisterschaft 1939
Die Deutsche Freie-Partie-Meisterschaft 1939 ist eine Billard-Turnierserie und fand vom 24. bis 26. Februar 1939 in Wien zum ersten Mal statt.

## Geschichte
Nach einer Testmeisterschaft in der Freien Partie 1930 in Solingen und einer abgesagten Meisterschaft ein Jahr später mangels Interesse der besten Spieler fand 1939 in Wien die erste offizielle Deutsche Meisterschaft statt. Aufgrund der Annexion Österreichs fand die Deutsche Meisterschaft in den Räumen des Billard-Sportklubs Union in Wien statt. Der eigentliche Favorit war Leo Dekner, der erst einige Tage vor Turnierbeginn eine 892er Serie erzielt hatte. Im Turnier zeigte dann aber Eduard Leutgeb durch sein ruhiges Auftreten und seinen eleganten Stoß keine Schwäche und gewann verdient den Titel. Von den deutschen Teilnehmern spielte der Essener Ernst Rudolph am besten, verlor jedoch gegen die drei Erstplatzierten. Platz drei belegte aber der Gelsenkirchener Gerd Thielens, der nur gegen Leutgeb und Engel verlor.

## Modus
Gespielt wurde im Round-Robin-Modus bis 500 Punkte. Die Endplatzierung ergab sich aus folgenden Kriterien:
1. Matchpunkte
2. Generaldurchschnitt (GD)
3. Höchstserie (HS)

## Abschlusstabelle
| MP    | Match Points (Sieger = 2; Unentschieden = 1; Verlierer = 0) |
| Pkte. | Erzielte Karambolagen                                       |
| Aufn. | Benötigte Versuche                                          |
| GD    | Generaldurchschnitt                                         |
| BED   | Bester Einzeldurchschnitt eines Spielers                    |
| HS    | Höchstserie                                                 |
|       | Bester GD des Turniers                                      |
|       | Bester ED des Turniers                                      |
|       | Beste HS des Turniers                                       |
|       | 1. Platz (Gold)                                             |
|       | 2. Platz (Silber)                                           |
|       | 3. Platz (Bronze)                                           |

| Klassement                 | Klassement                    | Klassement | Klassement | Klassement | Klassement | Klassement | Klassement |
| Platz                      | Name                          | MP         | Pkte.      | Aufn.      | GD         | BED        | HS         |
| -------------------------- | ----------------------------- | ---------- | ---------- | ---------- | ---------- | ---------- | ---------- |
| 1                          | Eduard Leutgeb (Wien)         | 10:0       | 2500       | 75         | 33,33      | 100,00     | 254        |
| 2                          | Leo Dekner (Wien)             | 6:4        | 2257       | 68         | 33,19      | 250,00     | 367        |
| 3                          | Gerd Thielens (Gelsenkirchen) | 6:4        | 2080       | 75         | 27,73      | 50,00      | 197        |
| 4                          | Ernst Rudolph (Essen)         | 4:6        | 1861       | 57         | 32,64      | 166,66     | 391        |
| 5                          | Franz Engl (Wien)             | 4:6        | 1094       | 49         | 22,32      | 38,46      | 192        |
| 6                          | Nikolaus Koch (Köln)          | 0:10       | 436        | 90         | 4,84       | –          | 32         |
| Turnierdurchschnitt: 24,70 |                               |            |            |            |            |            |            |